# 심장주기

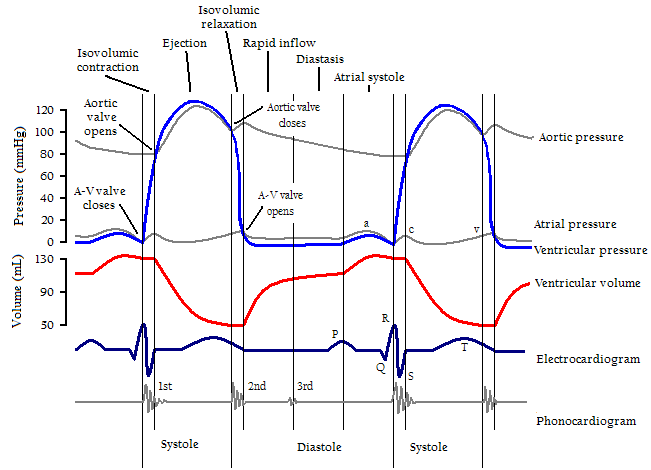
심장주기. 두 개의 완성된 사이클이 그려져있음.

심장주기(心臟週期, cardiac cycle, 심주기)는 순환 또는 혈압에 연관된 사건들을 말하는 용어로, 한 번의 심박에서 다음 심박까지의 일을 말한다. 심장주기는 심박수로 서술된다. 심장의 각 심박은 다섯가지의 주요 단계가 있다. 처음 두 단계는, "심실의 채워짐"의 단계이고, 혈액이 심방에서 심실로 전해진다. 다음 세 단계는 우심실에서 폐동맥으로, 그리고 좌심실에서 대동맥으로의 혈액이동이다.
첫째로, "초기 이완기"는 반월판이 닫혔을 때 일어나는데, 방실판은 열려있다. 그리고 전체 심장은 이완되어 있다. 둘째로, "심방 수축기"는 심방이 수축할 때 일어나는데, 혈액은 심방에서 심실로 흐른다. 세 번째로, "심방 등적 수축"은 심방이 수축할 때 일어나며, 심실이 수축하기 시작한다. 방실판과 반월판은 닫혀있고 부피에는 변화가 없다. 넷째로, "심실 분출"은 심실이 비어있고 수축할 때이며, 반월판은 열려있다. 다섯 번째 단계 동안, 부피가 같은 상태에서 심실이 이완되며, 압력은 감소하고 혈액은 들어오지 않는다. 심실이 수축을 멈추고 이완을 시작하면, 대동맥안의 혈압때문에 반월판이 닫힌다.
심장주기 동안, 혈압은 올라갔다 내려갔다 한다. 심장주기는 전기적인 자극의 협동과 함께 진행되며, 전기적인 자극은 특화된 심장세포에 의해 생성되는데, 동방결절과 방실결절에서 발견된다. 심근은 심장근육세포(cardiomyocytes)로 구성되어있으며, 심근세포는 외부 신경의 도움없이도 스스로 수축을 시작할 수 있다. 정상적인 상태에서, 각 사이클은 대략 1초에 한번씩 진행된다.

## 같이 보기
- 심박출량
- 맥박
- 맥박압